# 43859 Naoyayano
43859 Naoyayano è un asteroide della fascia principale. Scoperto nel 1994, presenta un'orbita caratterizzata da un semiasse maggiore pari a 3,0073844 UA e da un'eccentricità di 0,1719585, inclinata di 7,99508° rispetto all'eclittica.